# Alojzije Stantić
Alojzije Stantić (Stantićev šor, Đurđin, 4. svibnja 1929.) je ekonomist, privrednik, publicist, etnograf i kulturni djelatnik iz zajednice Hrvata u Bačkoj.

## Životopis
Rodio se u Đurđinu u Stantićevu šoru 1929. godine. Nakon što je završio pučku i srednju školu, diplomirao je na Višoj ekonomsko – komercijalnoj školi. 
Napisao je niz manjih tekstova. Tekstovi su uglavnom istraživačkog i esejističkog karaktera.
 Poslije se usredotočio se na temu sela, posebice na život, rad i običaje bunjevačkih Hrvata, što je objavio u knjizi Kruv naš svagdanji.
Članke je objavio u Zvoniku, Klasju naših ravni, Subotičkim novinama i dr.
Član je uredništva Zvonika. Bio je član uredništva časopisa Žiga.

## Djela
- Kruv naš svagdanji, HKC Bunjevačko kolo, Subotica, 2001.
- Dužijanca, monografija, NIU Hrvatska riječ, Subotica, 2006. (suautori Lazo Vojnić Hajduk, Andrija Kopilović)
- Ris i obiteljska dužijanca u subatičkom ataru, Organizacijski odbor Dužijanca 2011./ HKC Bunjevačko kolo, Subotica, 2011. (ilustracije Cecilija Miler)

## Nagrade
- Nagrada dr Ferenc Bodrogvári 2002. godine za knjigu Kruv naš svagdanji[3][4]

## Vanjske poveznice
- [neaktivna poveznica] Klasje naših ravni 7-8/2013.